# Echinosaura keyi
Echinosaura keyi — вид ящірок родини гімнофтальмових (Gymnophthalmidae). Ендемік Еквадору.

## Поширення і екологія
Echinosaura keyi мешкають на західних схилах Еквадорських Анд в провінціях Есмеральдас, Пічинча і Санто-Домінго-де-лос-Тсачилас. Вони живуть у вологих тропічних лісах, в заростях на берегах струмків, уникають вторинних лісів. Зустрічаються на висоті від 350 до 1200 м над рівнем моря. Ведуть напівводний спосіб життя.

## Збереження
МСОП класифікує цей вид як вразливий. Echinosaura keyi загрожує знищення природного середовища.